# InterPici

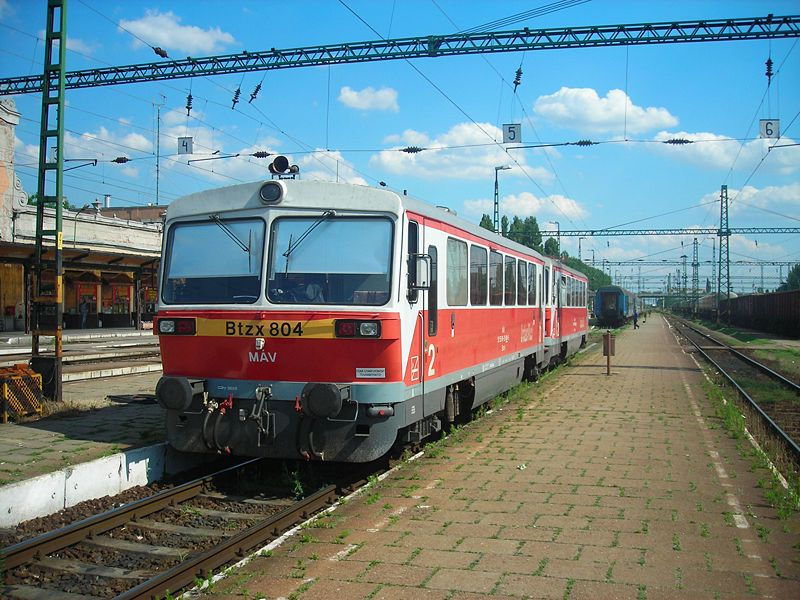
InterPici Békéscsaba állomáson

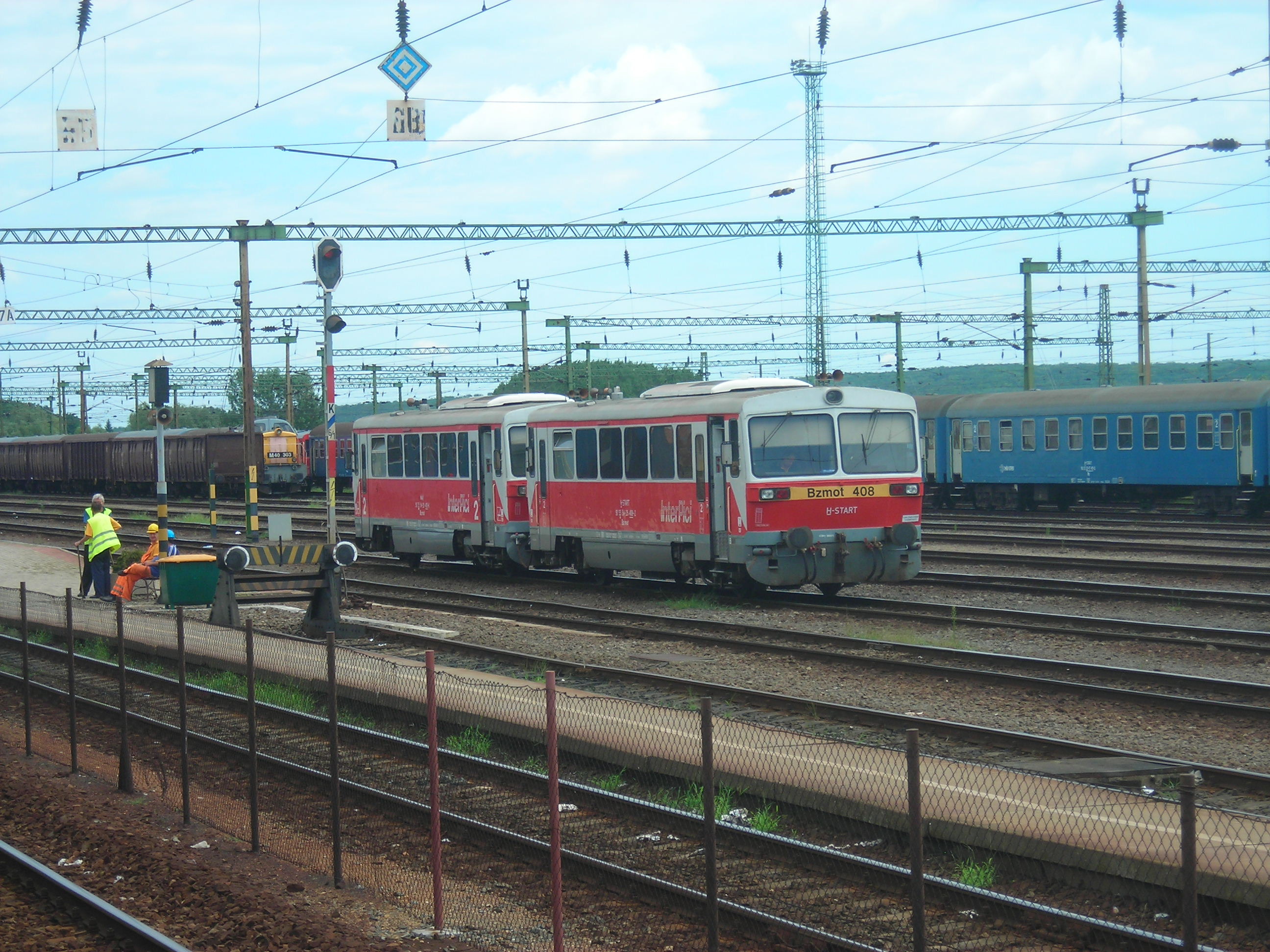
InterPici Dombóvár állomáson

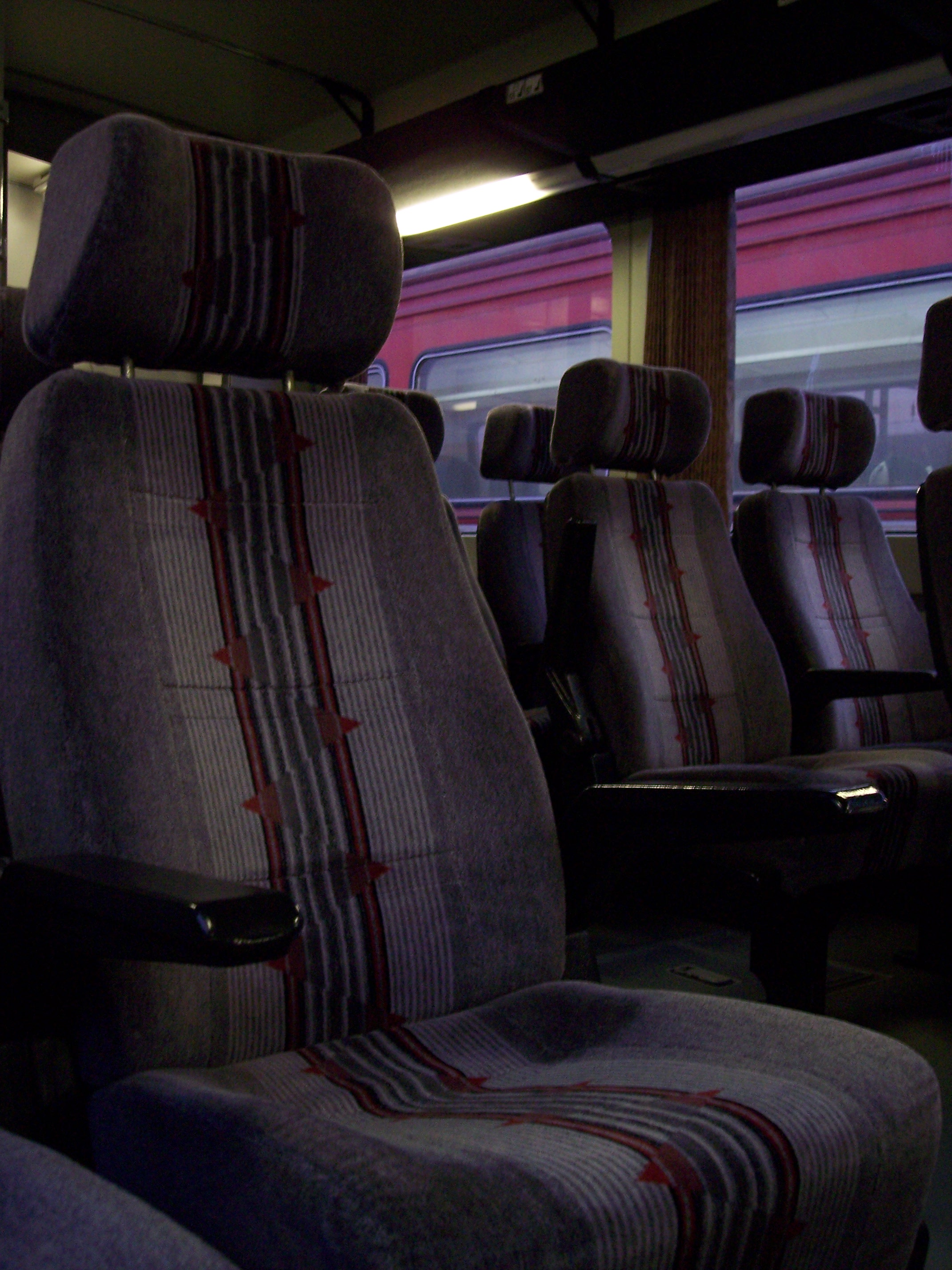
Btzx belső

Az InterPici (rövidítve: IP)  helybiztosítással közlekedő olyan vonat volt, amely elsősorban az InterCity-forgalom gyűjtő és -elosztó szerepét töltötte be a mellékvonalakon. Továbbá InterPici volt a szolgáltatást működtető felújított Bzmot motorkocsik és az átalakított Bzx vezérlőkocsik neve is. Az InterPici szolgáltatás 2010. december 12-től megszűnt.
IP-helyjegy váltása kötelező volt rá, amely egyben érvényes volt a hozzá csatlakozó InterCityre is, egy árért. Csak nemdohányzó, klimatizált másodosztályú kocsikkal közlekedett. Kerékpár nem volt szállítható rajta. Modernizált, részben hátrányos változtatásokkal átépített Bzmot járművekből állt, illetve esetenként IC-kocsik közlekedtek mozdonyvontatással.

## Története
A szolgáltatás az 1998/1999-es menetrendben jelent meg először, a Miskolc–Ózd vasútvonalon. 1997 és 2001 között a lejárt fővizsgájú Bzmot mellékkocsikból a szombathelyi járműjavítóban összesen 19 Bzmot motor- és öt Btzx jelű vezérlőkocsi épült. A csehországi Studenka gyárból pedig öt új motorkocsi érkezett a villamosítatlan mellékvonalakra, az InterCity járatokra a komfortosabb ráhordó forgalmat ellátni. Átmenetileg a Bzmot motorkocsik karbantartásakor, felújításakor is közlekedhettek InterPici szerelvények – melyekre természetesen nem volt szükség helyjegyre. A szolgáltatás 12 év után, 2010. december 12-én szűnt meg. Azóta helyjegy nélkül, elsősorban a Kelet-Magyarországi régiókban, a személyvonati forgalomba illeszkedve közlekednek.

## Régi InterPici-viszonylatok
- Budapest–Esztergom
- Zalaegerszeg–Rédics
- Békéscsaba–Szeged
- Békéscsaba–Kötegyán–Vésztő
- Vésztő–Szeghalom–Gyoma
- Nagyritkán Szeghalom-Püspökladány
- Debrecen–Mátészalka
- Mátészalka–Fehérgyarmat–Zajta
- Debrecen–Tiszalök
- Miskolc–Tornanádaska
- Miskolc–Ózd
- Zalaegerszeg–Zalalövő–Őrihodos
- Miskolc–Tiszaújváros
- Miskolc–Sátoraljaújhely
- Mátészalka–Csenger
- Debrecen–Nyírábrány–Nagyvárad
- Nyíregyháza-Mátészalka (volt ami Tiborszállás-Nagykároly útvonalon közlekedett tovább)
- Nyíregyháza–Vásárosnamény
- Püspökladány–Biharkeresztes  (korábban Nagyváradig is közlekedett)
- Dombóvár–Kaposvár–Gyékényes
- Sárbogárd–Baja
- Ohat-Pusztakócs–Tiszalök
- Sásd–Komló